# Ovidiu Maitec
Ovidiu Maitec, né le 13 décembre 1925 à Arad (Roumanie) et mort le 18 mars 2007 à Bobigny, (France), est un sculpteur roumain.
Dans la lignée de Constantin Brancusi, Ovidiu Maitec a marqué le XXe siècle par la modernité de son art.
Il est l'un des rares artistes roumains à pouvoir voyager à l'étranger durant l'ère communiste alors que l'Europe est coupée en deux. Il peut ainsi montrer plusieurs fois son travail à la Biennale de Venise en 1968, 1972, 1980, 1995, symbole de sa consécration, mais aussi aux festivals internationaux d'art contemporain d'Édimbourg et de Bilbao.
Après la chute du régime de Nicolae Ceaușescu en 1989, il expose au Centre national d'art et de culture Georges-Pompidou à Paris. Ses sculptures en métal et bois peuvent aujourd'hui être admirées à la Tate Gallery de Londres comme à Paris, à Sydney, en Floride et dans les villes allemandes de Cologne et Mannheim qui viennent compléter sa renommée.
Il est l'un des principaux sculpteurs roumains contemporains, souvent considéré comme le successeur du grand Constantin Brâncuşi.
Il meurt le 18 mars 2007 à Bobigny et il est inhumé le 23 mars à Bucarest.